# Manoba implens
Manoba implens är en fjärilsart som beskrevs av Walker 1863. Manoba implens ingår i släktet Manoba och familjen trågspinnare. Inga underarter finns listade i Catalogue of Life.